# ダラーラ・SF14
ダラーラ・SF14（Dallara SF14）は、自動車メーカー『ダラーラ』が開発したフォーミュラカー。日本のモータースポーツ「スーパーフォーミュラ」の専用車体（ワンメイク）として、2014年から2018年までの5年間使用された。2019年からは、同社が設計する「SF19」に引き継がれている。

## 概要
フォーミュラ・ニッポンの2009年シーズンからスーパーフォーミュラの2013年シーズンまで使用されてきたスウィフト・017.n（FN09→SF13）の後継車両である。2013年7月10日に富士スピードウェイにてシェイクダウンが行われた。
スーパーフォーミュラを主催する日本レースプロモーション (JRP) がダラーラに示した開発コンセプトは「クイック&ライト」（俊敏&軽量）。最低車重660kg（ドライバーの体重込み）はSF13よりも62kg軽く、軽量コンパクトなエンジンやカーボンブレーキの効果も併せて、減速・旋回・加速というコーナー区間のパフォーマンスに重点が置かれる。空力面ではバトル時に問題となる後続車の挙動乱れの原因を抑制するために、後方乱気流に影響されにくい（または発生しにくい）デザインが採用される。ロールバーは吸気口としての役割は下1/3程度で（エンジンではなくラジエーターの吸気口である）上部はスウィフト・017.nに引き続き、後方に空気を流すために開けてある。また、後述のNREの搭載を前提にしてあるため、車体後部は他のフォーミュラカーに比べて非常にスリムに絞り込まれた形状なのが特徴である。
エンジンは従来の3.4L V型8気筒 NAエンジンに代わり、「NRE」（Nippon Race Engine）と呼ばれる2.0L 直列4気筒ターボエンジンが搭載される（いわゆる「ダウンサイジングターボ」）。エンジン（パワーユニット）は引き続きトヨタとホンダの2社が供給する。2014年から2017年まではトヨタエンジンユーザーが優位を保っていたが、最終年の2018年はF1でトレンドになっているプレチャンバー（副燃焼室）技術が導入され、成熟度に勝るホンダエンジンが巻き返しを見せた。
このエンジンには、従来の回転数制限に変わり燃料流入量の制限による出力制限が行われるが、2014年からのF1のようなセンサーによる流入量監視の形ではなく、新開発の「燃料リストリクター」により文字通り燃料流入量を制限する。この燃料リストリクターはトヨタ・ホンダに加え、SUPER GTでも同規格のエンジンを使用する関係から日産も開発に参加しており、実際の製品の製造・調整はケン・マツウラレーシングサービスが担当する。
NREにはレース中の追い越しを容易にする「オーバーテイクシステム」（OTS）が組み込まれている。ドライバーがステアリング上のOTSボタンを押すと、20秒間は燃料流量が5kg/h増し、約50馬力出力が増大する。追い越しをディフェンスするときや、単独走行中に使用しても構わない。1レース中に5回使用でき、ロールバーに埋め込まれた5つのLEDランプで残数を表示する（使用中は点滅、使用後はランプ点灯が1つ減る）。ポイントリーダーのマシンのみ赤いランプを装備する。2015年シーズンからは流量増加分が10kg/hに引き上げられたため、馬力も100馬力近い増加が見込まれる。
将来的には「System-E」と呼ばれるモーターアシストによるハイブリッドシステムを組合せたパワーユニットとなる予定だったが、レースを主催するJRPは、2014年は「System-E」を使用しない方針を明らかにしており、結局2018年シーズンまで導入されないまま終わった。
ワンメイクタイヤは2015年一杯でブリヂストンがサポートを終了し、2016年よりヨコハマタイヤが新サプライヤーとなる。2016年よりレース戦略の幅を広げるため、一部レースで2スペック（ミディアム・ソフト）両方の使用が義務付けられ、2018年は全戦2スペック制とされた。
富士スピードウェイでのシェイクダウンの時に、中嶋一貴がドライブするトヨタエンジン搭載車が1分24秒台のタイムを記録し、直後に同地で行われたスーパーフォーミュラ第3戦の予選でも上位に入るタイムを出している。実際にマシン性能は同時期のF1マシンに迫っており、「コーナリングスピードに限ればF1よりも上」との意見も多い。F1経験者の小林可夢偉は「くせが少なくて非常に素直で、クルマに手を加えたら自分の思うとおりに反応してくれます」、2015年と2017年にチャンピオンを獲得した石浦宏明は「SF14は本当に動きが軽くて、狙ったとおりのラインを走れる、これぞフォーミュラという乗り物」と評価している。

## スペック
（2013年7月10日時点）

### シャーシ
- 全長：5,268mm
- 全幅：1,900mm
- ホイルベース：3,165mm
- ブレーキキャリパー：ブレンボ製 6ポット、ブレンボ製 カーボンディスク
- ホイール：チームで異なる
- タイヤ：横浜ゴム製 Fr 250/620R13 Rr 360/620R13（2016年から）、ブリヂストン製 Fr 235/55R13 Rr 340/620X13（2015年まで）
- ギヤボックス：リカルド製6速シーケンシャル、ザイテック製またはシフテック製パドルシフト
- 車両重量：660kg（ドライバー込み）

### エンジン
- 供給メーカー：ホンダ(HR-414E/HR-417E)、トヨタ(RI4A)
- 気筒数：直列4気筒
- 排気量：2,000cc
- 弁機構：DOHC ギア駆動 吸気2 排気2
- 最高回転数：
- 最大馬力：550馬力以上
- 重量：85kg
- スパークプラグ：チームで異なる
- 燃料：無鉛ハイオクガソリン（サーキットで異なる）
- 潤滑油：チームで異なる

## 各サーキットでのベストラップ
| サーキット         | ラップタイム（ドライバー）        | ラップタイム（ドライバー）                    |
| サーキット         | ホンダエンジン                    | トヨタエンジン                                |
| ------------------ | --------------------------------- | --------------------------------------------- |
| 鈴鹿サーキット     | 1'36.004 （山本尚貴/2017年第1戦） | 1'35.907 （中嶋一貴/2017年第1戦）             |
| 富士スピードウェイ | 1'23.234 （山本尚貴/2014年第2戦） | 1'22.572 （アンドレ・ロッテラー/2014年第2戦） |
| ツインリンクもてぎ | 1'31.642 （野尻智紀/2018年第5戦） | 1'31.591 （石浦宏明/2018年第5戦）             |
| オートポリス       | 1'26.038 （野尻智紀/2018年第2戦） | 1'25.799 （小林可夢偉/2018年第2戦）           |
| スポーツランドSUGO | 1'04.694 （野尻智紀/2018年第3戦） | 1'04.882 （石浦宏明/2018年第3戦）             |
| 岡山国際サーキット | 1'12.525 （野尻智紀/2015年第2戦） | 1'12.429 （石浦宏明/2015年第2戦）             |

## レーシングシミュレータ
SF14のモノコックを流用する形で、ゼンカイレーシングが開発・製造するレーシングシミュレータ『ZR-SF14-Formula』が存在する。一般的なレーシングシミュレータと「ZR-SF14」を比較した際のメリットとして、開発元では「ブレーキ操作時にモノコックが全くしならない」「ステアリングモーターのトルクロスがない」といった点を挙げており、実際にシミュレータを試したドライバーからも「他のシミュレーターのフレームでは感じられないような剛性をすごく感じた」といった声が聞かれた。